# Saint Croix National Scenic Riverway
La Saint Croix National Scenic Riverway est une aire protégée américaine à la frontière du Minnesota et du Wisconsin. Créée le 2 octobre 1968, cette National Wild and Scenic River est opérée par le National Park Service.